# Teignbridge
Teignbridge ist ein District in der Grafschaft Devon in England. Er ist nach der alten Verwaltungseinheit Teignbrige Hundred benannt. Verwaltungssitz ist die Stadt Newton Abbot; weitere bedeutende Orte sind Ashburton, Buckfastleigh, Dawlish, Teignmouth.
Der Bezirk wurde am 1. April 1974 gebildet und entstand aus der Fusion der Urban Districts Ashburton, Buckfastleigh, Dawlish, Newton Abbott und Teignmouth, des Rural District Newton Abbott und eines Teils des Rural District St Thomas.